# 지푸라기라도 잡고 싶은 짐승들
지푸라기라도 잡고 싶은 짐승들은 2020년 공개된 대한민국의 범죄 스릴러 영화이다. 소네 게이스케의 동명 소설을 원작으로 한다.

## 배역
- 전도연 : 최연희 역
- 정우성[4] : 강태영 역
- 배성우 : 김중만 역
- 정만식 : 박두만 역
- 진경 : 영선 역
- 신현빈 : 서미란 역
- 정가람 : 진태 역
- 윤여정 : 순자 역
- 박지환 : 붕어 역
- 김준한 : 재훈 역
- 허동원 : 지배인 역
- 배진웅[5] : 메기 역
- 권혁범 : 윤호 역
- 조재완 : 형사 1 역
- 김진만 : 사우나 형사 2 역
- 심소영 : 꽃집 사장 역
- 윤제문 : 명구 역 (특별출연)
- 이이담 : 중만 딸 역
- 정재훈 : 진태 친구 1 역
- 성도현 : 행패 남 역

## 수상 목록
- 2020년 제40회 한국영화평론가협회상 영평 10선
- 2021년 제41회 청룡영화상 편집상 (한미연)

## 참고 사항
- 짤툰 작가가 유튜브로 광고했다.